# Velika nagrada Maroka

## Pobjednici

### Pobjednici po godinama
| Godina | Vozač         | Konstruktor | Lokacija |
| ------ | ------------- | ----------- | -------- |
| 1958.  | Stirling Moss | Vanwall     | Ain-Diab |